# 2010年马德拉水灾

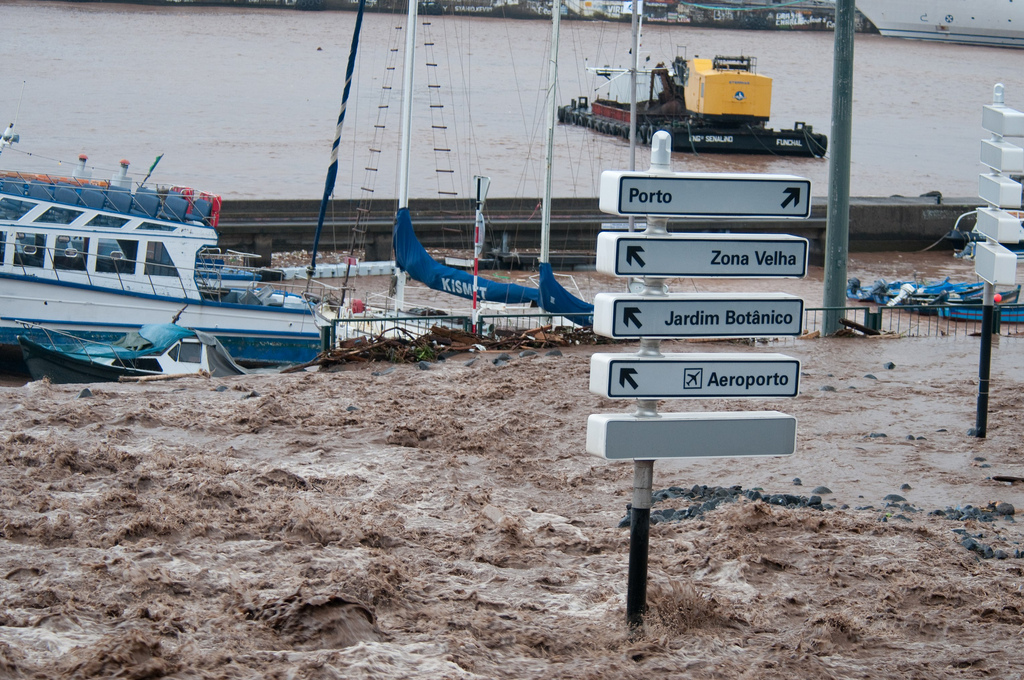
马德拉水灾

2010年马德拉水灾是2010年2月20日发生于大西洋上的葡萄牙马德拉的一起自然灾害，由暴风雨所引发的山泥倾泻和水灾造成了至少32人死亡、68人受伤。葡萄牙总理若瑟·苏格拉底称水灾令他“震惊和悲伤”。他已计划同内政部长瑞·佩雷拉（Rui Pereira）一同前往灾区，协调救援。前葡萄牙总理、欧盟委员会主席巴罗佐也呼吁欧盟进行救援。